# Hummingbird cake
L'hummingbird cake (traducibile dall'inglese in torta colibrì) è un dolce giamaicano anche divenuto popolare negli Stati Uniti meridionali a partire dalla fine degli anni sessanta. Si tratta di una torta a base di farina, zucchero, sale, olio vegetale, banane mature, ananas, cannella, noci pecan, estratto di vaniglia, uova e lievito. Viene spesso servita con una glassa cremosa al formaggio.

## Etimologia
Originariamente conosciuta come doctor bird cake (un riferimento all'uccello indigeno della Giamaica conosciuto come Red-billed Streamertail), l'hummingbird cake prende il nome dal colibrì in quanto si presume che il suo sapore dolce fosse in grado di attirare questi uccelli, che si nutrono esclusivamente di nettare. Secondo un'altra interpretazione, il nome della torta alluderebbe alle sue striature gialle che ricorderebbero quelle del piumaggio dei suddetti volatili.